# Бревийи
Бревийи́ (фр. Brévilly) — коммуна во Франции, находится в регионе Шампань — Арденны. Департамент коммуны — Арденны. Входит в состав кантона Музон. Округ коммуны — Седан.
Код INSEE коммуны — 08083.
Коммуна расположена приблизительно в 220 км к северо-востоку от Парижа, в 95 км северо-восточнее Шалон-ан-Шампани, в 29 км к юго-востоку от Шарлевиль-Мезьера.

## Население
Население коммуны на 2008 год составляло 398 человек.
| 1962 | 1968 | 1975 | 1982 | 1990 | 1999 | 2008 |
| ---- | ---- | ---- | ---- | ---- | ---- | ---- |
| 346  | 380  | 384  | 378  | 403  | 381  | 398  |

## Экономика

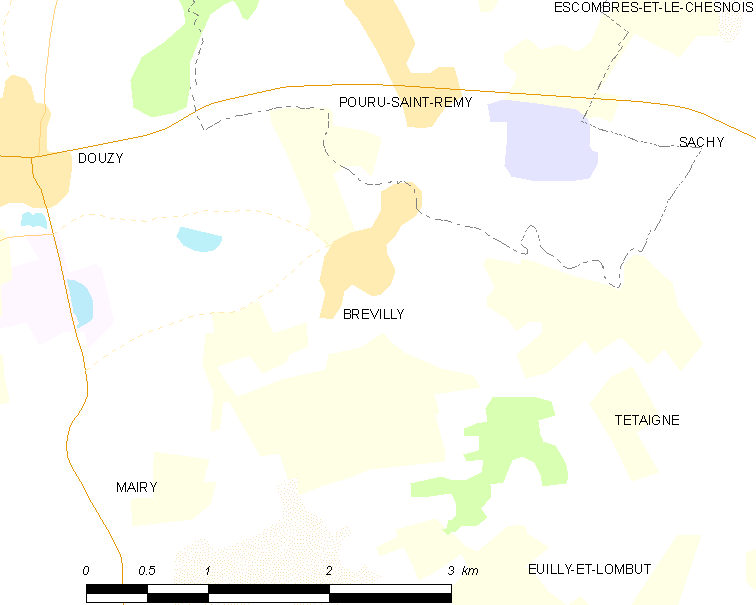
Карта коммуны

В 2007 году среди 247 человек в трудоспособном возрасте (15—64 лет) 176 были экономически активными, 71 — неактивными (показатель активности — 71,3 %, в 1999 году было 61,6 %). Из 176 активных работали 147 человек (84 мужчины и 63 женщины), безработных было 29 (18 мужчин и 11 женщин). Среди 71 неактивных 29 человек были учениками или студентами, 9 — пенсионерами, 33 были неактивными по другим причинам.